# Avon-Valley-Nationalpark
Der 48 km² große Avon-Valley-Nationalpark befindet sich etwa 80 km nordöstlich von Perth in Western Australia. 1970 gegründet, liegt er im Übergangsbereich der Jarrah-Wälder im Süden zu den trockeneren Gebieten im Norden. Der Avon River, von den Nyonongar People auch Golguler genannt, fließt durch den Park.

## Flora und Fauna
Der Avon-Valley-Nationalpark beheimatet über 90 verschiedene Vogelarten, darunter der Graufächerschwanz, verschiedene Arten von Honigfressern, dem Regenbogenspint und der Götzenliest, eine Art der Eisvögel. In allen Bereichen des Parks kann man Ameisenigel beobachten. Die Kängurus halten sich dagegen, zusammen mit den kleineren Bergkängurus, eher in den felsigen Gebieten auf. Nachts kann auch der seltene Schwarzschwanz-Beutelmarder beobachtet werden. In den höheren Lagen im südlichen Teil dominieren Jarrah-, weiter unten dann die Marri-Eukalypten. Eucalyptus accedens und Eucalyptus rudis wachsen entlang des Avon Rivers.